# Суини, Оуэн
Оуэн Суини (1676, недалеко от Эннискорти, Ирландия — 2 октября 1754) — ирландский театральный импресарио, агент и  арт-дилер, работавший в Лондоне.

## Жизнь
Поступив в Тринити-колледж в Дублине в 1694 году, к весне 1703 года он работал в театре Друри-Лейн с Кристофером Ричем. Суини адаптировал пьесу «Любовь-целительница» Мольера как «Шарлатаны», поставив её в Театре Друри-Лейн 29 марта 1705 года. Вместе с остальной частью труппы Рича он был выселен из Друри-Лейн в 1709 году Уильямом Коллиером. В том же 1706 году, он арендовал Театр Её Величества на Хеймаркете у сэра Джона Ванбру, поссорился с Ричем и переманил от него Колли Сиббера. После первоначального успеха с пьесами и оперой, придворные интриги Коллиера против Суини к январю 1713 года привели его к банкротству. Затем он отправился путешествовать по Франции, Нидерландам и Италии, поселившись в Венеции к 1721 году в качестве агента оперных певцов.